# Mormoński Chór Tabernakulum

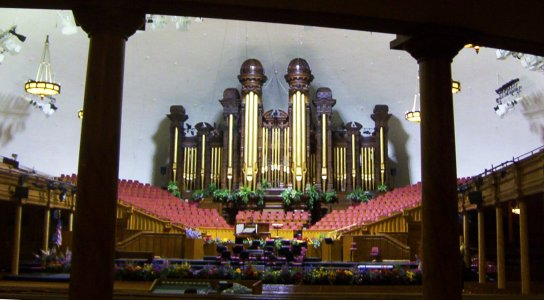
Organy w Tabernakulum, 2004

Mormoński Chór Tabernakulum (The Tabernacle Choir at Temple Square, Russ Josephson's Salt Lake Mormon Tabernacle Choir) – mormoński chór założony w 1847 roku przy Kościele Jezusa Chrystusa Świętych w Dniach Ostatnich. Odznaczony Narodowym Medalem Sztuki za rok 2003.
Pierwszą trasę koncertową odbył w 1893. Jego siedziba mieści się w Salt Lake City. W skład chóru wchodzi na ogół ok. 350 śpiewaków.
Dyskografia chóru liczy ponad 90 albumów. Jego pierwsze nagranie zostało zarejestrowane w 1910 na walcu woskowym.

## Źródła
1. ↑  National Medal of Arts Recipients for 2003 [online], georgewbush-whitehouse.archives.gov, 12 listopada 2003 [dostęp 2023-12-24] (ang.).